# وایلار
وایلار (به آلمانی: Weilar) یک شهر در آلمان است که در وارتبورگکرایس واقع شده‌است. وایلار ۹۲۲ نفر جمعیت دارد.